# سانت نيكولاس (ايطاليا)
تُعد سانت نيكولاس (بلهجة الفالدوتان: سين نيكولا) بلدة وكومونا تقع في إقليم وادي أوستا الذي يتمتع بحكم مستقل في شمال إيطاليا، وتتألف من 13 قرية صغيرة تقع بين 950 و 1,550 متر (3,120 و 5,090 قدم) فوق مستوى سطح البحر، متموضعة وكأنها شُرفة تعلو وادي Dora Baltea، وتطل على الوديان الجانبية الأربعة الرئيسية الواقعة في منتصف وادي أوستا العلوي، واليك مسميات هذه الوديان (بالترتيب التصاعدي): فال دي كوجن وفالسافارينش وفال دي ريميس وفالغريسنتش.

## المعالم
تتألف هذه القرية من مركز صغير في وسطها، والعديد من القرى الصغيرة أو الفرايزوني، والتي يُطلق عليها باللهجة الفرنسية المحلية «هامو»، وتُعد قرية برسود المحمية بتشريعات "Belle Arti" الإيطالية من ضمن القرى الأكثر جمالاً، فهي تتألف من 35 منزلًا حجريًا أسقُفَها من الحجارة الإردوازية (كما تُعرف بحجارة سجيل) متصلة بواسطة طريق رفيع لا يمكن للمركبات المرور به، وفي الوقت الحالي، يقطن هذه القرية ستة مقيمين فحسب على مدار، ويزورها على نحو اعتيادي 8 من زوار عطلة نهاية الأسبوع القادمين من ميلانو وسان بيير، ويسهل تمييز قرية برسود حتى من مسافة طائرة عابرة لأنها القرية الوحيدة التي تحيط بها أشجار الحور العملاقة في منطقة وادي اوستا.
كما يمكن العثور على شخص مشهور يُعد جبن فونتينا وذو حرفة يدوية في اعلى قرية Chaillod.

## حضارة

### جان بابتيست سيرلوني
تُعد قرية سان نيكولاس مسقطاً لرأس كبير الأساقفة المتواضع جان بابتيست سيرلوني الذي كان معتزاً بمنطقته ولغتها الفريدة التي تسمى فرانكوبروفينكال أو أربيتان، وألّف العديد من القصائد الجديرة بالذكر بلهجته العامية الأصلية، كما ألّف أول قواعد النحو المخصصة للهجة فالدوتان وأنشأ قاموساً لهذه اللهجة.

### مركز دراسات اللغة الفرانكوبروفينية
يقع مركز دراسات اللغة الفرانكوبروفينية (Le Centre d'études francoprovençales)، ويُعرف إختصارا ب CEFP، في قرية Fossaz-dessus، إذ يُعد أحد أهم المراكز المتعلقة بأبحاث هذه اللغة، وافتتح المركز في 12 نوفمبر 1988 وكان مكرساً لخدمة الكاتب والمسرحي رينيه ويليان، ويَشغُل مركز الدراسات مزرعة (أو البيسان) محلية في وادي اوستا تعود للقرن الثامن عشر، والتي تم ترميمها ترميماً تاماً على يدين المهندسين المعماريين لويس بوشي وألبرت بروفي، ويطلق محليا على هذه المنشآت التي تتناول عدة وظائف ب "pailler"، حيث أن الحيوانات وطعامها وأدوات الزراعة تملأ الحظيرة (booué) في الدور الأرضي، والمطبخ (meison) يَشغَل الدور الأول، وغرفة النوم (tsambra) تقع في الطابق الثاني، ومما يحوزه المركز محفوظات حدث "Concours Cerlogne"، وهي مسابقة تضم منافسة مخصصة لطلاب المدارس الابتدائية في الشعر والمسرحية والموسيقى باللغة الإقليمية، ويقام كل سنة في وادي اوستا منذ عام 1963.
ويعمل المركز بتعاضد مع المكتب الإقليمي لعلم الأعراق البشرية واللغويات (Bureau régional pour l'ethnologie et la linguistique) (BREL) في أوستا، ويتعاون مع مراكز أبحاث أخرى في فرنسا ومنطقة روماندي السويسرية على حدودها.

### معرض جيربور
يقع هذا المتحف في قرية ليفيرلولاز، ويسلط الضوء على مدى تأثير الآلات الزراعية على حياة المقيمين في وادي أوستا من خلال منظور جوزيف جيربور. وبتمويل من بلدية سانت نيكولاس ومنطقة وادي أوستا والاتحاد الأوروبي، تم تدشين معارض أخرى، متضمنةً Le temps des pionniers، في Maison de la Tor، وتقع في وسط قرية Lyveroulaz.